# Голина (гмина)
Голина (пол. Golina) — гмина (волость) в Польше, входит как административная единица в Конинский повет, Великопольское воеводство. Население — 11 299 человек (на 2004 год).

## Сельские округа
1. Адамув
2. Барбарка
3. Боброво
4. Бжезняк
5. Хрусты
6. Глодово
7. Голина-Колёня
8. Кавнице
9. Красница
10. Кольно
11. Любеч
12. Мыслибуж
13. Пшийма
14. Радолина
15. Росоха
16. Сплаве
17. Слугоцинек
18. Венглев

## Соседние гмины
1. Гмина Казимеж-Бискупи
2. Конин
3. Гмина Лёндек
4. Гмина Жгув
5. Гмина Слупца
6. Гмина Старе-Място